# ابوالفضل
ابوالفضل یا ابالفضل یک اسم و کنیه در زبان عربی و به معنی دارا بخشندگی، صاحب فضل.

## افراد سرشناس به این نام
- عباس بن علی
- ابوالفضل احمد میدانی
- ابوالفضل اسلامی
- ابوالفضل ایلچی‌بیگ
- ابوالفضل بازرگان
- ابوالفضل بستی
- ابوالفضل بلعمی
- ابوالفضل بیهقی
- ابوالفضل پورعرب
- ابوالفضل جعفر متوکل
- ابوالفضل جعفر مقتدر
- ابوالفضل جلیلی
- ابوالفضل جهاندار
- ابوالفضل حاجی‌زاده
- ابوالفضل رشید الدین میبدی
- ابوالفضل عبیدالله میکالی
- ابوالفضل عطار
- ابوالفضل فاتح
- ابوالفضل لسانی
- ابوالفضل محمد بن حسن سرخسی
- سید ابوالفضل برقعی قمی
- سید ابوالفضل تولیت
- سید ابوالفضل زنجانی
- میرزا ابوالفضل ساوجی
- صالح بن احمد حنبل